# رند کورپوریشن
رَند کورپوریشن (انگلیسی: RAND Corporation) اندیشکده سیاستگذاری جهانی غیرانتفاعی آمریکایی است، که در سال ۱۹۴۸ توسط شرکت هواپیماسازی داگلاس، با هدف ارائه خدمات تحقیقاتی و تحلیل سیاسی به نیروهای نظامی ایالات متحده آمریکا تأسیس شد. بخشی از بودجه این شرکت را حکومت فدرال ایالات متحده آمریکا و موقوفه، شرکت‌های فعال در حوزه‌های بهداشت و سلامت، و دانشگاه‌ها، همچنین افراد شخصی تأمین می‌کنند.